# Podentes
Podentes é uma povoação portuguesa sede da Freguesia de Podentes do Município de Penela, freguesia com 17,22 km² de área e 473 habitantes (censo de 2021), tendo, por isso, uma densidade populacional de 27,5 hab./km².
Foi vila e sede de concelho até ao início do século XIX. Este era constituído apenas por uma freguesia e tinha, em 1801, 673 habitantes.

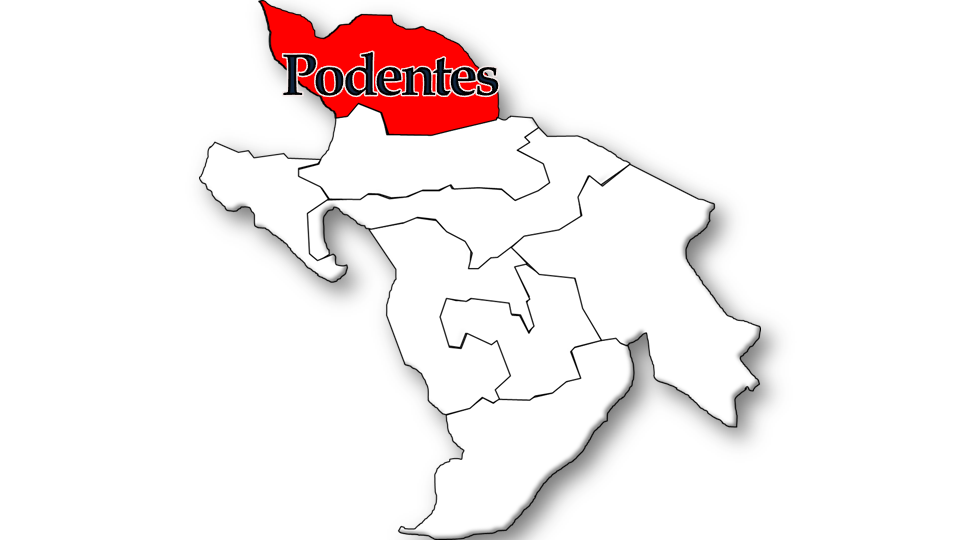
Localização da Freguesia no Município de Penela

## Demografia
A população registada nos censos foi:
| Distribuição da População por Grupos Etários | Distribuição da População por Grupos Etários | Distribuição da População por Grupos Etários | Distribuição da População por Grupos Etários | Distribuição da População por Grupos Etários |
| -------------------------------------------- | -------------------------------------------- | -------------------------------------------- | -------------------------------------------- | -------------------------------------------- |
| Ano                                          | 0-14 Anos                                    | 15-24 Anos                                   | 25-64 Anos                                   | > 65 Anos                                    |
| 2001                                         | 63                                           | 76                                           | 299                                          | 146                                          |
| 2011                                         | 54                                           | 43                                           | 245                                          | 143                                          |
| 2021                                         | 48                                           | 43                                           | 232                                          | 150                                          |

## Património
- Pelourinho de Podentes